# Municipalita Dedopliscqaro
Municipalita Dedopliscqaro (gruzínsky დედოფლისწყაროს მუნიციპალიტეტი, Dedopliscqaris municipaliteti) je územně-správní celek 2. úrovně (gruz: municipaliteti) na samotném východě Gruzie, v kraji Kachetie.

## Poloha
Na západě a severu okres sousedí s okresem Signagi. Na jihu a východě sousedí s Ázerbájdžánem.

## Obyvatelstvo

Pevnost Chornabudži

Etnické složení obyvatelstva (2014)
| Gruzíni | 91,5 % |
| Arméni  | 4,3 %  |
| Rusové  | 1,8 %  |
| Azerové | 1,4 %  |
| Řekové  | 0,3 %  |

## Pozoruhodnosti
Hlavním turistickým cílem je Chornabudži, středověký hrad nedaleko okresního města Dedopliscqaro. Chornabudži bylo centrem historické gruzínské provincie Kambečovani.
Na území okresu při hranici s Ázerbájdžánem se nachází Národní park Vašlovani.